# Allium macrum
Allium macrum är en amaryllisväxtart som beskrevs av Sereno Watson. Allium macrum ingår i släktet lökar, och familjen amaryllisväxter. Inga underarter finns listade i Catalogue of Life.